# Секељ капија
Секељ капија (мађ.: Székelykapu), је у дубокој традицији секеља, направљена је цела од дрвета и осим практичних разлога да штити кућу, служи и у естетске и традиционално верске сврхе. Обавезно је украшена орнаментима, гравурама а такође садржи и натписе које обично имају неку поруку, име власника куће, ко је и када подигао капију и коме или чему је посвећује. Натписи су у новије време најчешће на Мађарској латиници а ређе се користи Ровашко писмо, које је више било у употреби до средине 19. века.
Секељ капија се састоји из оквирних стубова (zábék), велике капије (Nagykapu), мале капије (kiskapu) и горњег покровног дела (búg).

## Подела капија
Капије се деле на:
- Капије где је простор изнад мале капије попуњен са дрвеном плочом на којој се обично стављају рељефни украси или грб у зависности од сталежног положаја домаћина.
- Капије где је изнад мале капије простор испуњен са кружним отворима и где је украс кожа, платно, кожне траке или у стара времена рогови животиње.
- Капије са укрштеним летвама
- Капије које су украшене са мотивима сличним као и на традиционалном секељ намештају.

## Украшавање и орнаментика
У средњем веку капије се нису нешто посебно бојиле, мада је било и тога да би се заштитило дрво, у 18. веку је почела да се обнавља, развија бојење украсне орнаментике. Орнаменти у облику цвета који се „пењу“ уз капију су обично тамноцрвене боје, цветови плаве или зелене боје са белим туфнама а рузмарини су увек зелени.. За бојење се користе само четири боје а то су црвена, зелена, бела, а повремено и плава.
Обично, стубови, носачи капије нису резбарени при дну али већ мало изнад земље почињу резбарије са орнаменталним плетеницама у облику листова који се понављају. Између листова се убацују орнаментални украси (kacsok) у облику неког цвета, (тулипана, руже нпр.) или звезде.
На горњем делу капије се обично резбари посебан разгранати украс чија је основа палмин лист. Између греда се прави оквирни простор, да би се једно изнад другог ређали цвеће, звезда, ружа, круна, свећа, крст, пехар или птица. Тело мале и велике капије се не резбари и не украшава.
Орнаментика секељ капије вуче корене из кинеске традиције и традиције народа из унутрашњих делова Азије. То се нарочито исказује кроз орнаментику која се ставља на греде. Ови орнаментални детаљи имају за подлогу змаја или боље речено детаље као што су змајеве очи или змајеве грбе на леђима, змајеви нокти и тако даље. Ова врста капија и украшавања се не налази нигде од Кине па до Карпата. Облик капије, облик стубова, стилски завршетак, облик крова од капије и украсна змајолика орнаментика на врху дају могућност повезивања културе Секеља са културама народа из средње Азије. А такође и сунчани симболи на стубовима указују на то.
Традиција змаја у култури Секеља се одржала претежно у народним умотворинама и у орнаментици, па се као чувар куће стављала на капије као мотив. Доласком хришћанства  то је помало нестајало као главни мотив орнаментике, па је то место заузето са мотивима из хришћанства, највише је заступљен натпис који се протеже дужином целе капије и обично је религиозног карактера, а ту је наравно и крст и још неки мотиви.

## Историја
Географска распрострањеност секељ капија се поклапа са историјским кретањима Хуна, тако да се претпоставља да су Хуни донели традицију градње ових капија са собом и оставили својим наследницима у заоставштини.
Прискос ретор (Priszkosz rhétor) римски историчар је оставио ове записе о Хунима: " Атилина кућа је од свих кућа сјајнија и раскошнија. Ова кућа је направљена од греда и фино обрађеног дрвета и ограђена са свих страна, али не ради заштите већ ради украса... Атилино двориште је заштићено са великом украсном капијом чије странице се отварају према унутра“.

## Галерија
- Секељ капија
- Секељ капија
- Секељ капија
- Секељ капија-Мадефалва
- Секељ капија
- Секељ капија
- Секељ капија
- Секељ капија
- Секељ капија у Кезди
- Украсни детаљ на Секељ капији